# Lagostelle (Guitiriz)
Lagostelle (llamada oficialmente San Xoán de Lagostelle) es una parroquia española del municipio de Guitiriz, en la provincia de Lugo, Galicia.

## Otras denominaciones
La parroquia también es conocida por el nombre de San Juan de Lagostelle.

## Organización territorial
La parroquia está formada por veinte entidades de población, constando dieciséis de ellas en el nomenclátor del Instituto Nacional de Estadística español:

### Entidades de población
Entidades de población que forman parte de la parroquia:
- Acebedo (O Acevedo)
- Amariz
- Ansede
- Arxá
- Barreiro
- Belote
- Cabanacomba
- Cezar
- Escádebas
- Guitiriz
- Os Liñares
- Pardiñas
- Pazo (O Pazo)
- Penedo (O Penedo)
- Sanguiñedo (O Sanguiñedo)
- Senande
- Sesulfe
- Torre (A Torre)
- Xomelio (Gomelio)

### Despoblado
Despoblado que forma parte de la parroquia:
- Landoeira (A Landoeira)

## Demografía
| Gráfica de evolución demográfica de Lagostelle entre 2000 y 2020 |
|                                                                  |
| Datos según el nomenclátor publicado por el INE.                 |